# سرسوسماری خالدار
سر سوسماری خالدار (نام علمی: Lepisosteus oculatus) نام یک گونه از تیره ماهی سرسوسماری است. این ماهی، بومی آمریکای شمالی در نواحی دریاچه ابری و جنوب دریاچه میشیگان و رود میسیسیپی واقع در فلوریدا می‌باشد. این گونه اغلب از انواع سخت‌پوستان تغذیه می‌کند. این ماهی می‌تواند تا ۱ مترهم رشد پیدا کند.